# Bolloré Bluecar
Bolloré Bluecar – elektryczny samochód osobowy klasy miejskiej produkowany przez francuskie przedsiębiorstwo Bolloré od 2011 roku.

## Historia i opis modelu

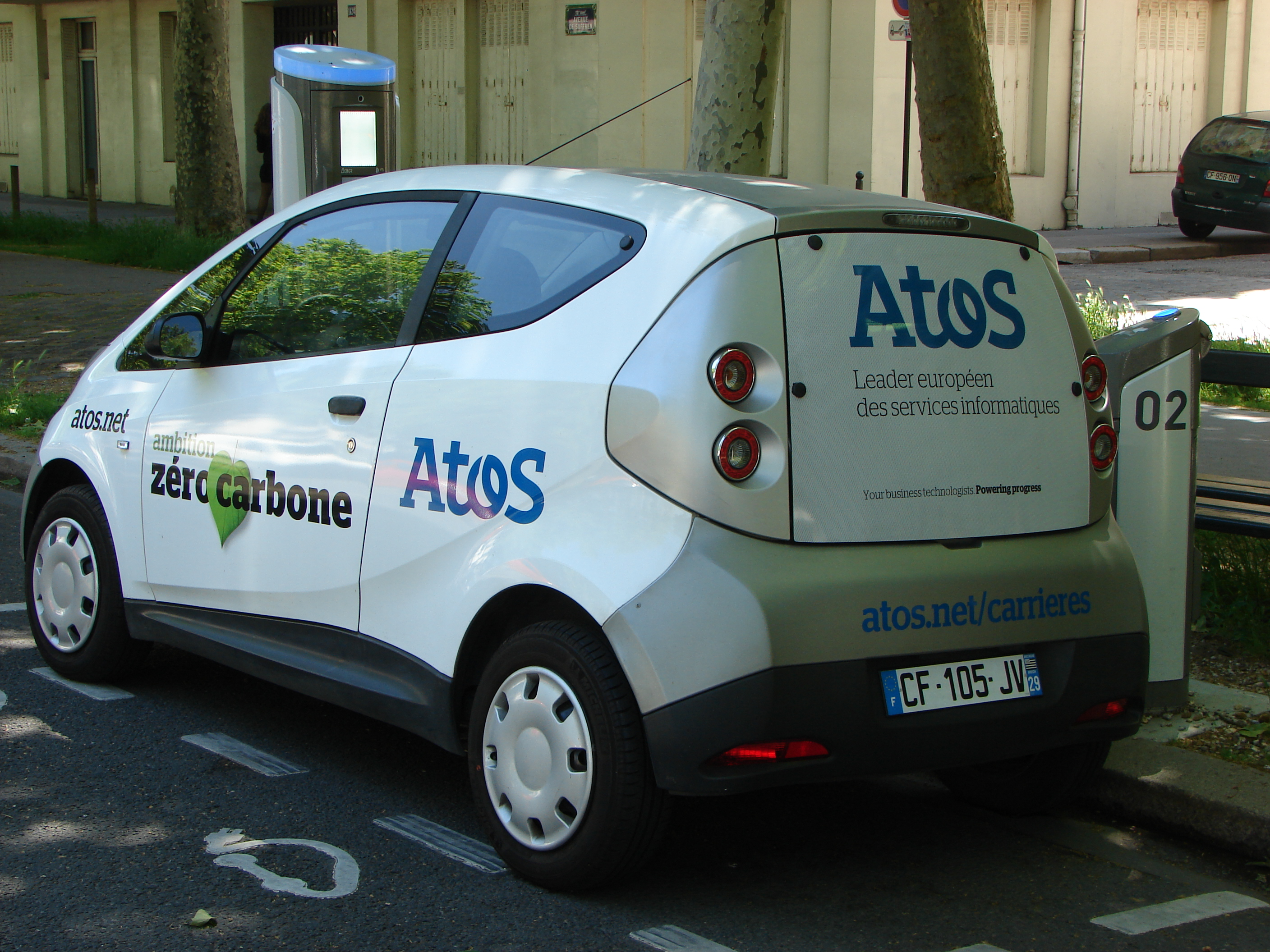
Bolloré Bluecar - tył

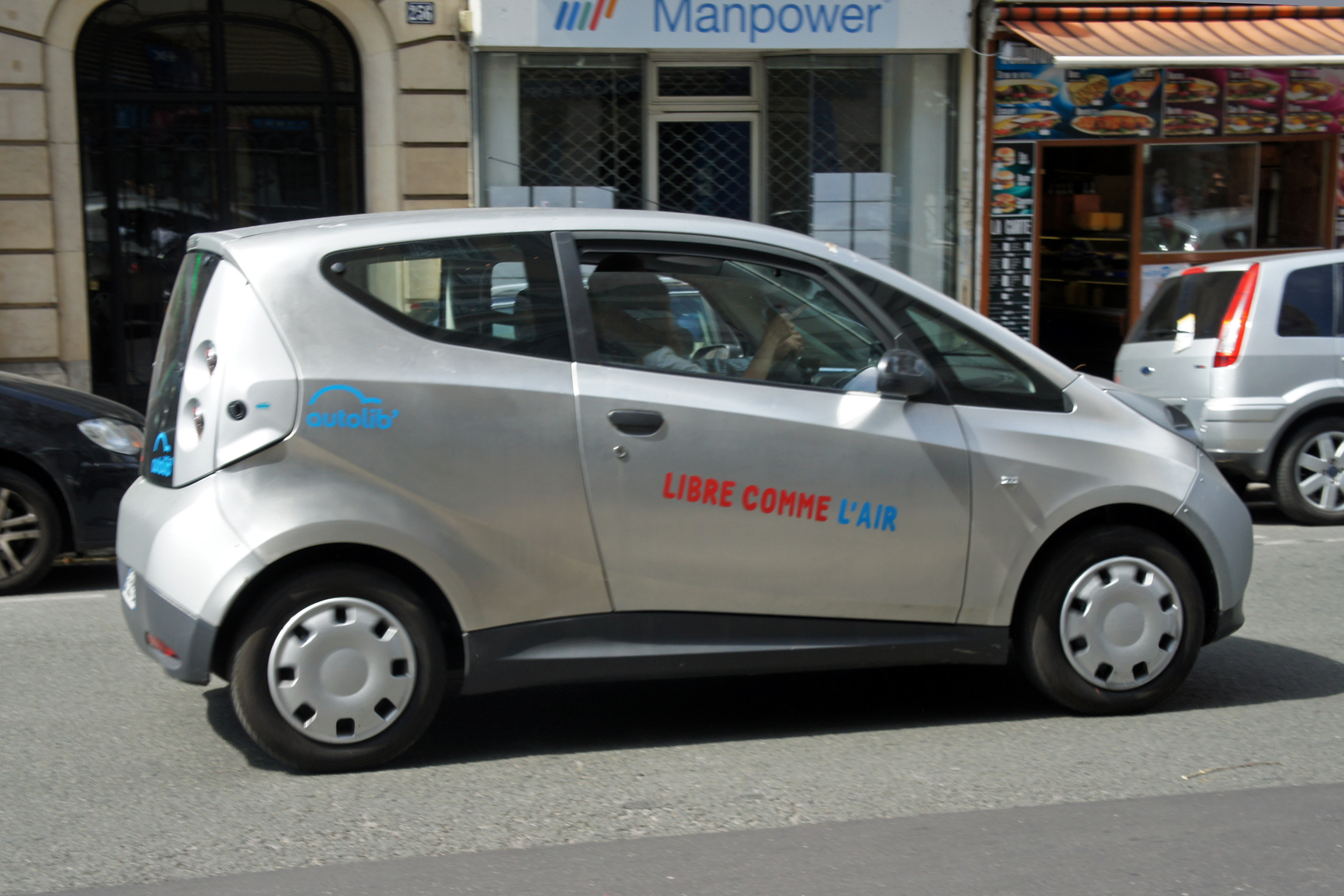
Bolloré Bluecar - sylwetka

### Rozwój
Zaczynkiem do powstania koncepcji przystępnego cenowo, małego samochodu miejskiego o napędzie w pełni elektrycznym były dwie odrębne interpretacje w formie samochodów studyjnych przedstawione w połowie pierwszej dekady XXI wieku. Podczas wystawy Geneva Motor Show w marcu 2006 francuskie przedsiębiorstwo Bolloré zaprezentowało prototyp elektrycznego hatchbacka o nazwie Bolloré BlueCar, z planami wdrożenia go do produkcji seryjnej.
Kolejnym etapem prac nad miejskim samochodem elektrycznym było zawarcie przez Bolloré współpracy z włoskim studiem projektowym Pininfarina, przedstawiając kolejny prototyp podczas wystawy Paris Motor Show we wrześniu 2008 roku. Pininfarina B0 wyróżniła się sylwetką 5-drzwiowego hatchbacka, zwiastując ostateczny, produkcyjny projekt.

### Bluecar
Na mocy zawartej współpracy, do prac nad produkcyjnym pojazdem Bolloré zaangażowało włoskie studio projektowe Pininfarina, z czego zespołowi stylistów przewodził belgijski projektant Lowie Vermeersch. Samochód w obszernym zakresie odtworzył stylistykę prototypu "B0" z 2008 roku, wyróżniając się licznymi ostrymi kantami, wysoko osadzonymi reflektorami i biegnącą ku górze linią okien. W przeciwieństwie do prototypu, samochód zamiast 5-drzwiowego nadwozia, ostatecznie otrzymał formułę 3-drzwiowego hatchbacka.
Po tym, jak wstępne oficjalna premiera pojazdu pod nazwą Bolloré Bluecar odbyła się we wrześniu 2011 roku podczas targów samochodowych Paris Motor Show. Wśród charakterystycznych cech pojazdu znalazła się m.in. klapa bagażnika wykonana w całości ze szkła, czteromiejscowa kabina pasażerska, a także koło kierownicy zapożyczone z dawnej Lancii Ypsilon z 2003 roku.

### Sprzedaż

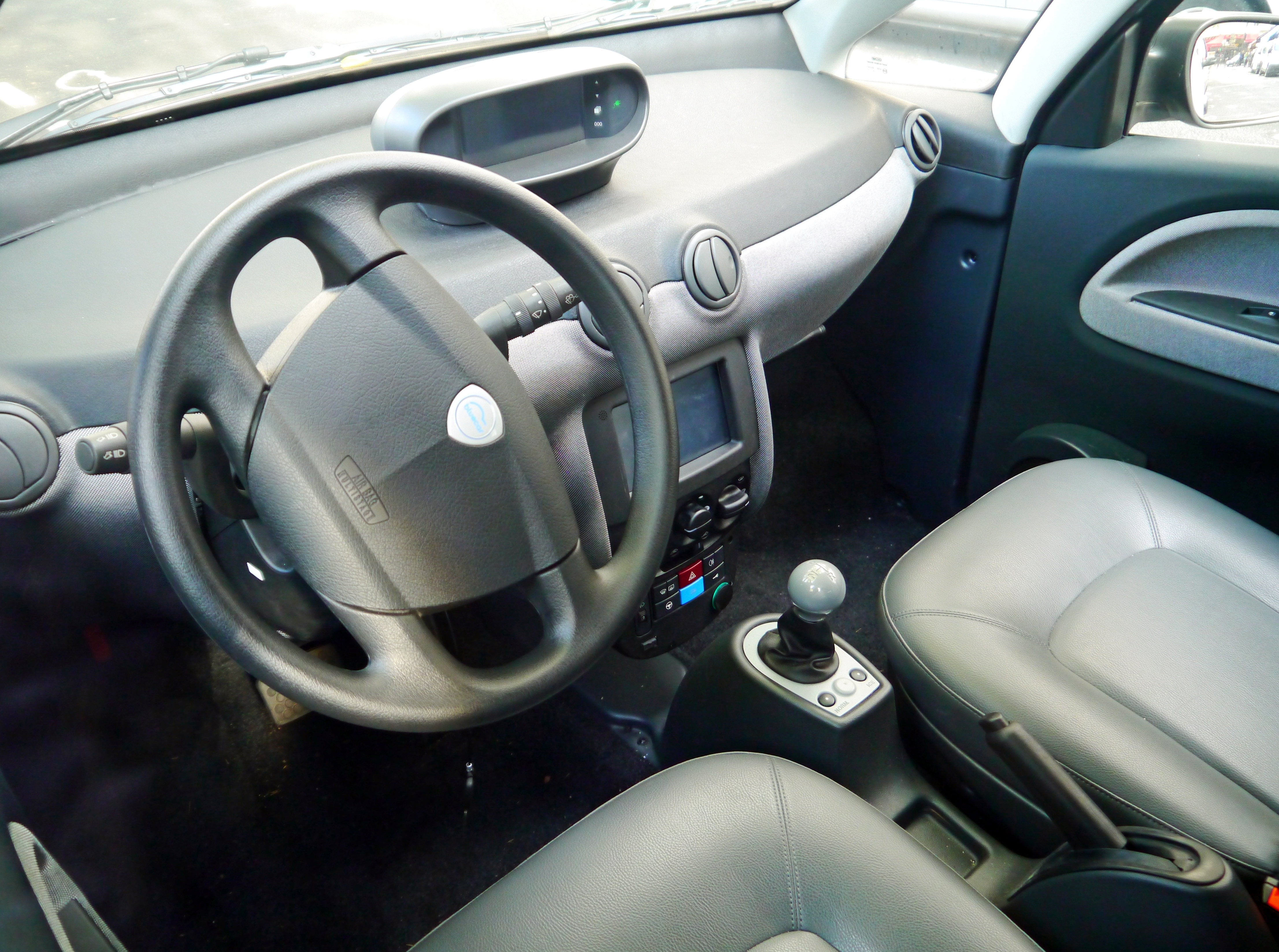
Bluecar - kokpit

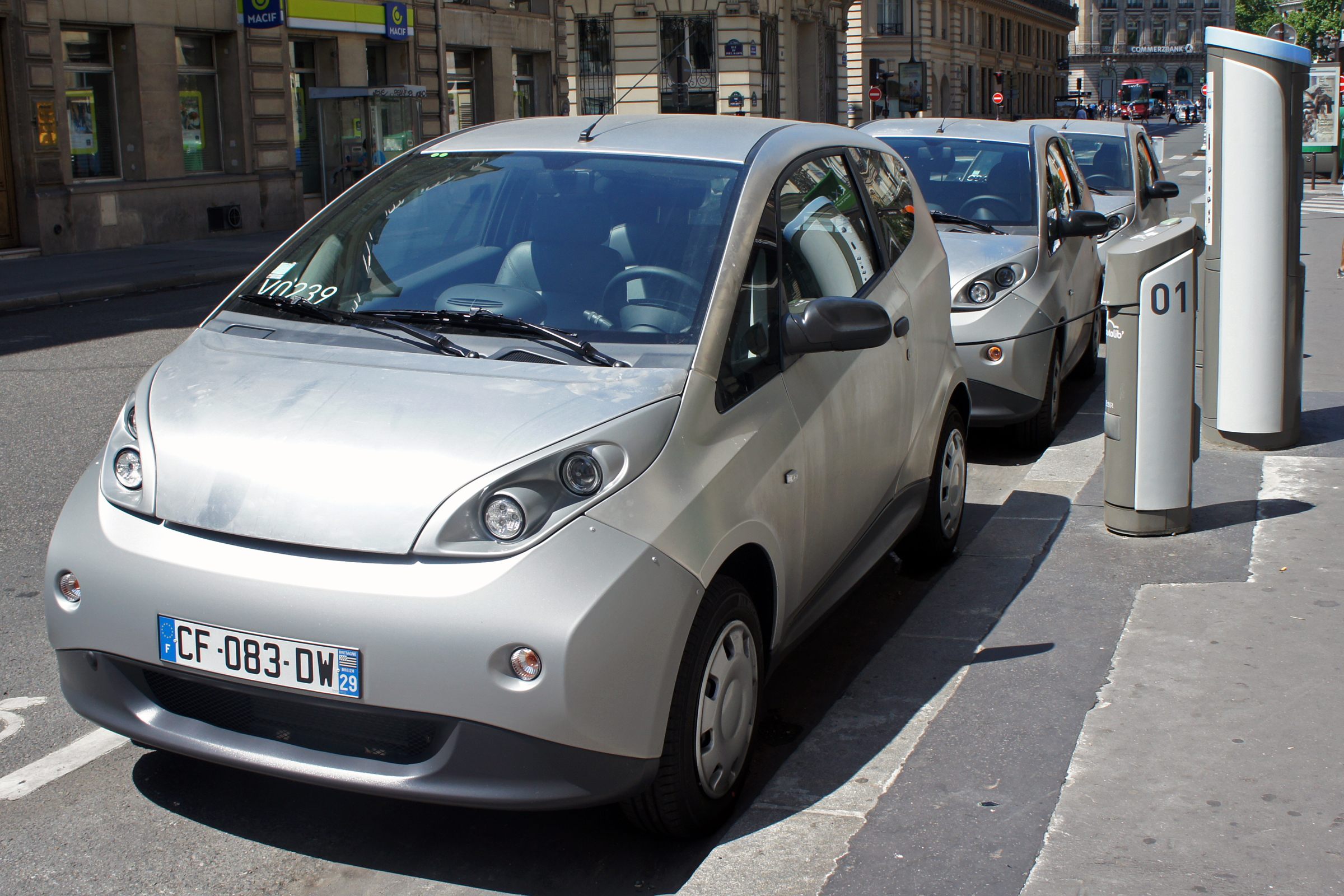
Bluecar podczas ładowania

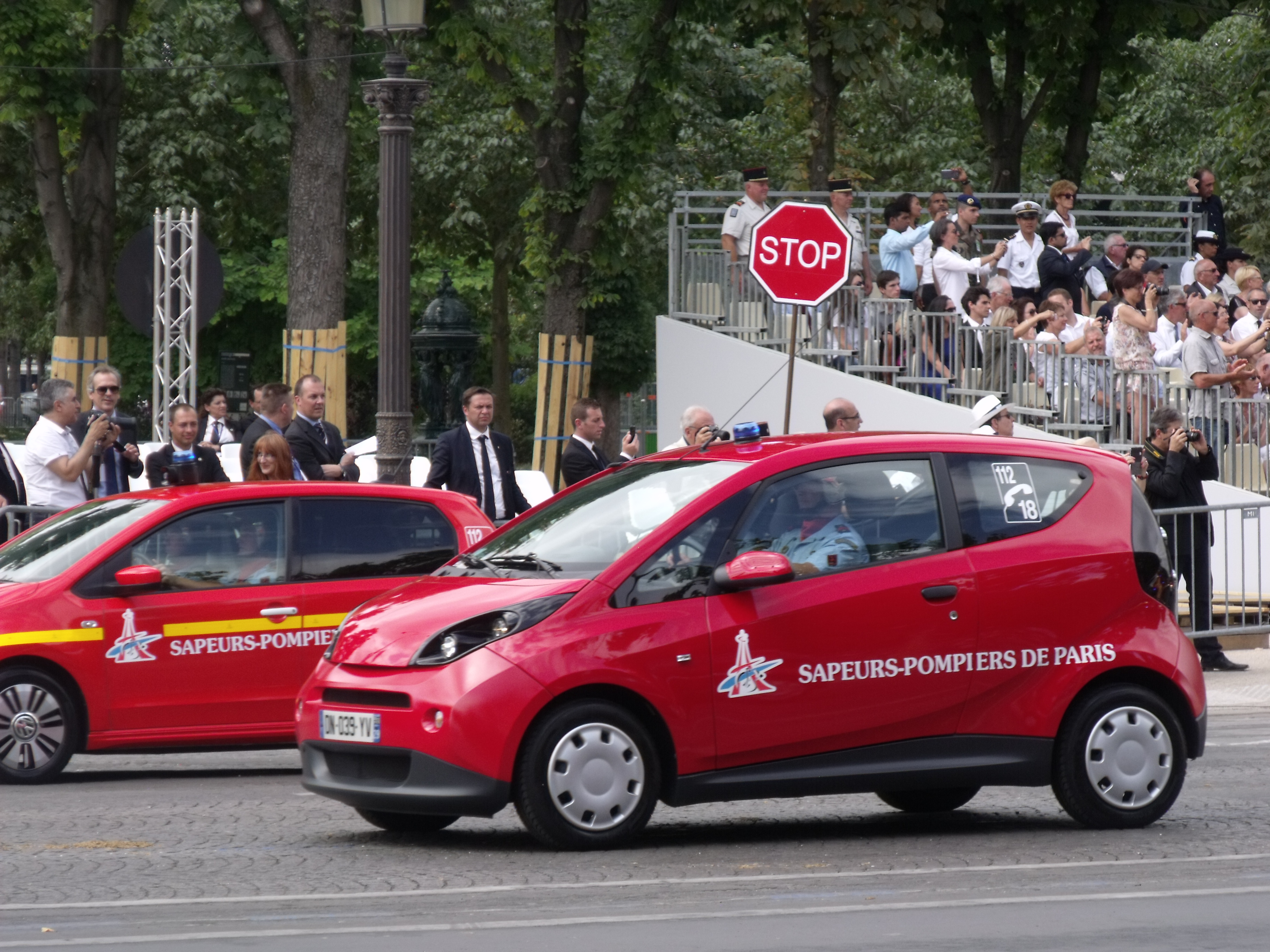
Bluecar paryskiej straży pożarnej

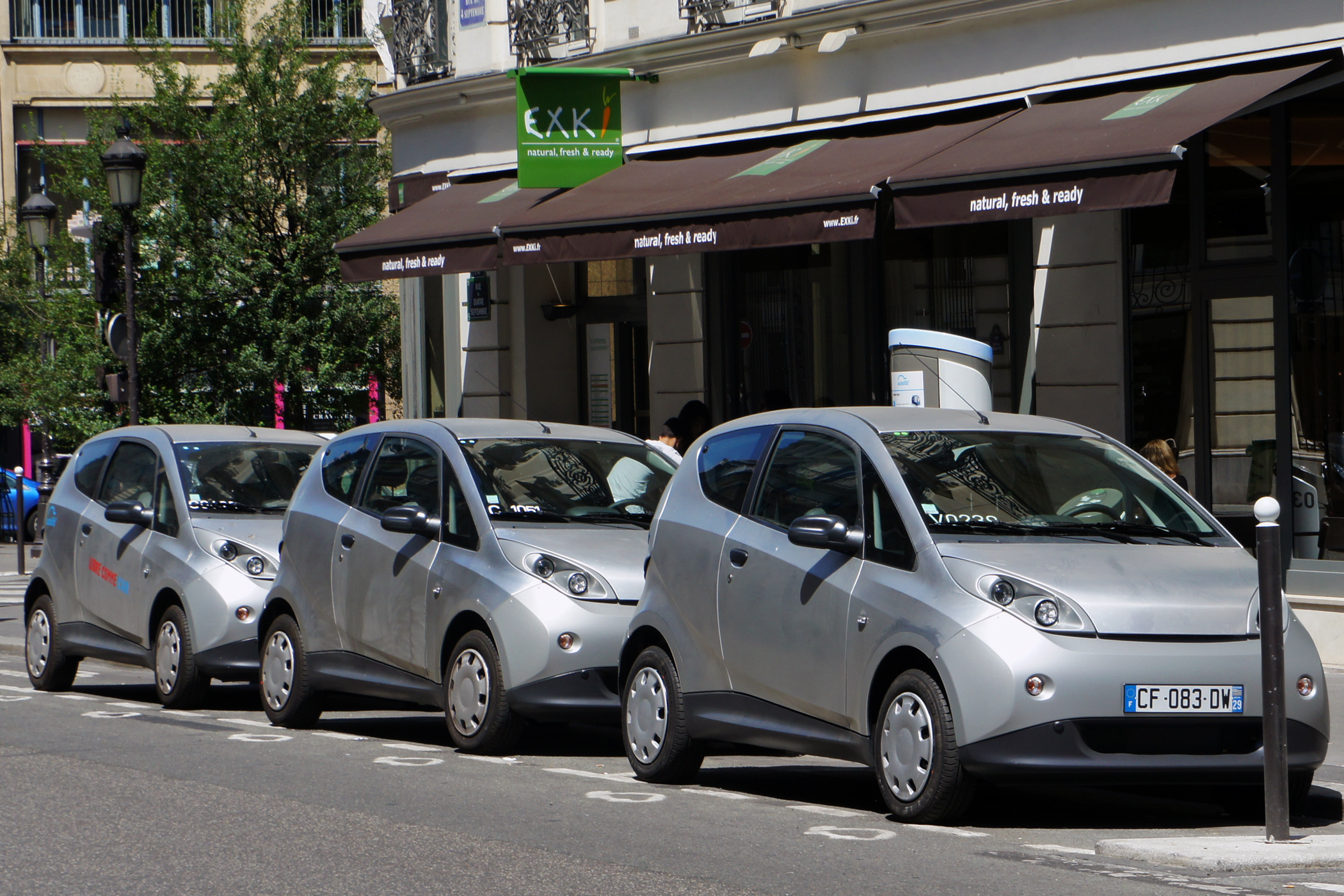
Car-sharing Autolib', Paryż

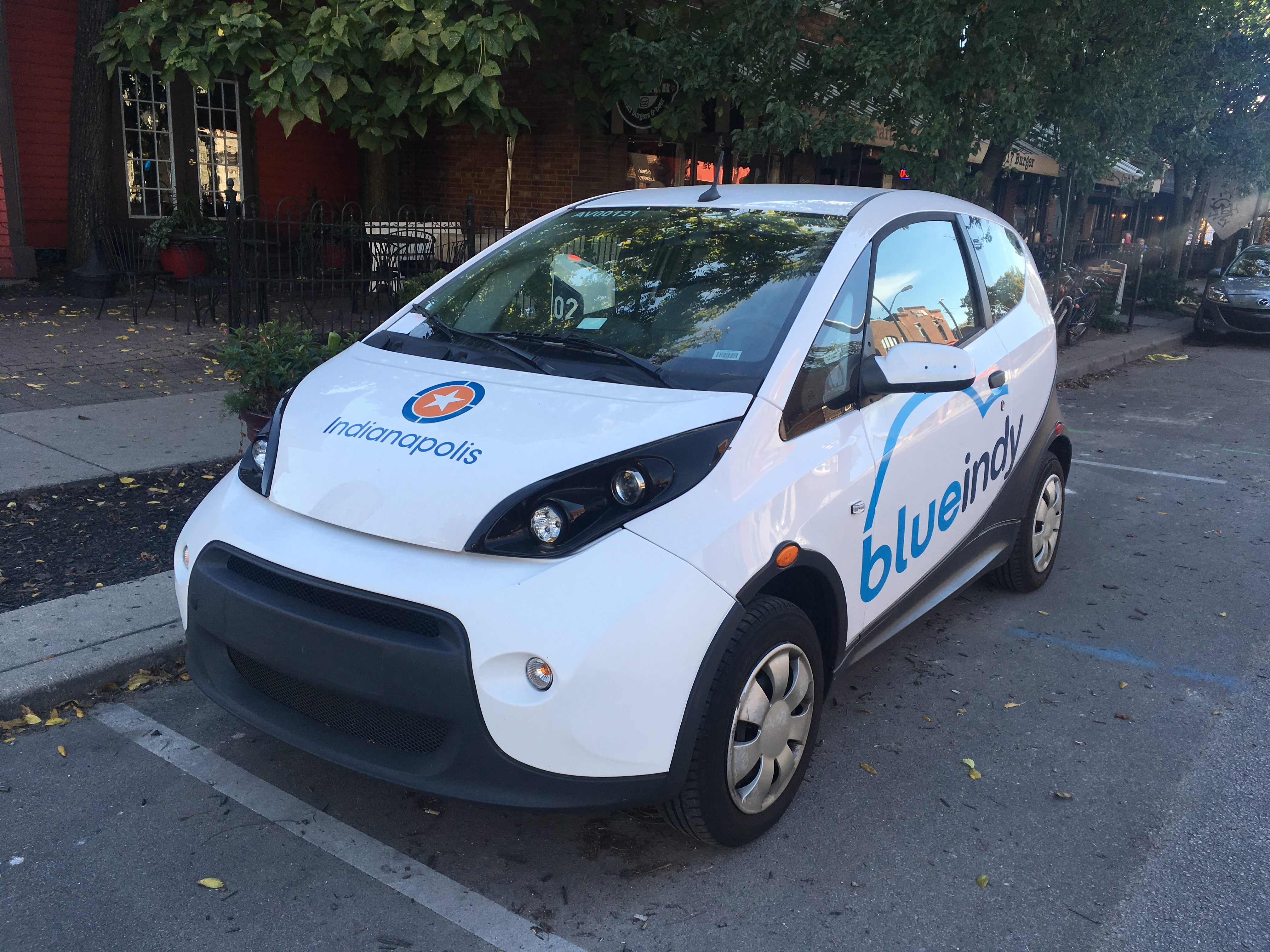
Car-sharing BlueIndy, Indianapolis

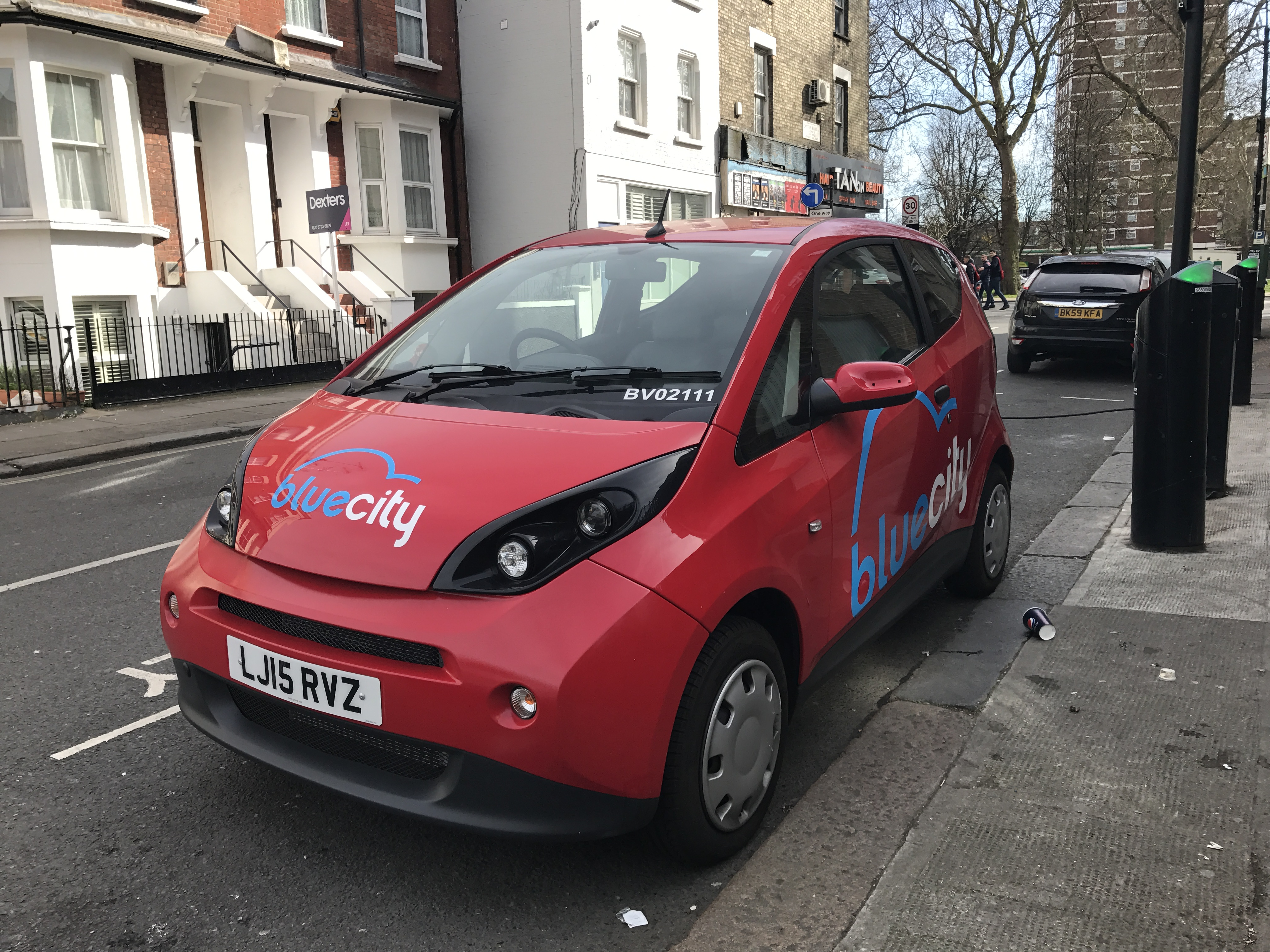
Car-sharing BlueCity, Londyn

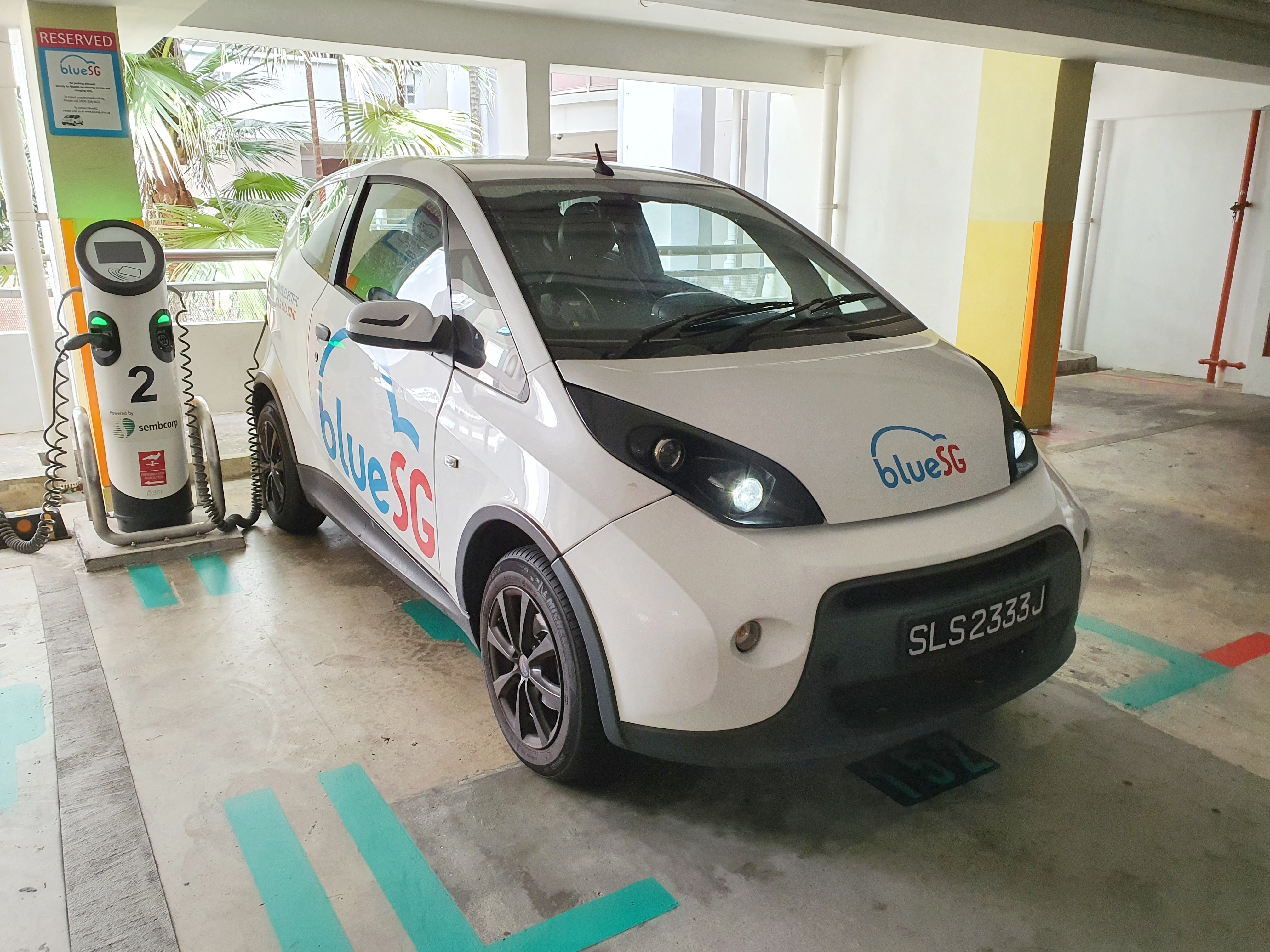
Car-sharing BlueSG, Singapur

W latach 2011–2015 Bluecar był wytwarzany w zakładach produkcyjnych włoskiego przedsiębiorstwa Cecomp w miasteczku Bairo na północnym zachodzie kraju. W czerwcu 2015 roku na mocy porozumienia z Renault zawartego rok wcześniej, produkcję samochodu zajęły się z kolei zakłady Alpine we francuskim mieście Dieppe. Głównym celem, dla którego rozpoczęto produkcję Bluecara, zostały usługi car-sharingu, w których specjalizujące się międzynarodowe firmy nabywały w kolejnych latach duże floty pojazdów. W październiku 2012 roku Bolloré rozpoczęło program leasingowy także dla klientów prywatnych, rok później z niego rezygnując na rzecz regularnej sprzedaży detalicznej za cenę 19 000 euro. W wartościach bezwzględnych z 1,5 tysiąca sprzedanych sztuk w rodzimej Francji Bluecar nie był samochodem szczególnie popularnych, jednak wśród samochodów elektrycznych wówczas dostępnych na rynku w tym kraju był to najpopularniejszy samochód napędzany prądem. 
W grudniu 2012 roku Bolloré we współpracy z francuską firmą consultingową Atos rozpoczął program Atos MyCar, który umożliwił pracownikom wykorzystywanie Bluecarów do przejazdów służbowych po uprzednim zarezerwowaniu danego egzemplarza w firmowym intranecie. Ruch ten miał za zadanie promować bezemisyjne środki transportu i obniżać ślad węglowy korporacji Atos.

### Dane techniczne
Bolloré Bluecar to samochód elektryczny, który napędza silnik o mocy 68 KM. Pozwala on rozpędzić się do 60 km/h w 6,3 sekundy, a także osiągnąć elektronicznie ograniczoną prędkość nie większą niż 130 km/h. Akumulatory litowo-metalowo-polimerowe dostarczane przez francuską firmę BatScap pozwalają przejechać w warunkach miejskich ok. 250 kilometrów, za to w pozamiejskich i okołomiejskich ok. 130 kilometrów. Czas ładowania akumulatorów od poziomu 0% do 100% zajmuje ok. 8 godzin przy wykorzystaniu ładowarki pokładowej o napięciu 200V, 16A.
Rodzaj wykorzystanych akumulatorów do Bluecara spotkał się z krytyką z powodu komplikacji jakie powodują w dłuższej perspektywie użytkowania. Francuski magazyn "L'Automobile Magazine" opublikował w marcu 2020 tekst punktujący nieprzystosowanie akumulatorów litowo-polimerowych do częstego ładowania, a także ich szybką utratą energii w okresie między uzupełnianiem energii. W przypadku całkowitego wyładowywania, akumulatory stygły do stopnia utrudniającego ich ponowne naładowanie, w efekcie utrudniając dalsze użytkowanie pojazdu i wymuszając wymianę zniszczonego ogniwa na nowe. Optymalna temperatura działania akumulatorów, ok. 60-65 stopni Celsjusza, ograniczyła wskazania dotyczące eksploatacji do podróży zawsze rozpoczynanych i kończonych podłączeniem do ładowarki - co w przypadku usługi car-sharingu nie zawsze było możliwe.

## Car-sharing
Bolloré Bluecar został zbudowany głównie z myślą o zyskującej na popularności w Europie Zachodniej usłudze car-sharingu. Działające w tej branży firmy stały się głównymi nabywcami Bluecara - pierwszą zostało francuskie Autolib', które poczynając od puli pilotażowej 66 sztuk w październiku 2011 roku stopniowo rozbudowywało ją o kolejne egzemplarze. W grudniu 2011 flotę utworzyły 250 pojazdy, w marcu 2012 zwiększając się do 1 tysiąca pojazdów i do 3 tysięcy we wrześniu 2013. Głównym miastem, gdzie działała usługa, był Paryż, a także Lyon oraz Bordeaux. W obu tych miastach konkurencyjną flotę Bluecarów zaoferowały także konkurencyjne firmy o nazwach BlueCub i BlueLy w 2013 roku.
We wrześniu 2015 roku Bluecar trafił do usługu car-sharingu w pierwszym kraju poza Europą. Uruchomiła ją amerykańska firma BlueIndy w mieście Indianapolis z flotą 50 pojazdów powiększonej w kolejnym roku do 230 pojazdów. W czerwcu 2017 flota Bluecarów na minuty trafiła do użytku w innym amerykańskim mieście, Los Angeles, w ramach usługi BlueLA. W tym samym miesiącu pod nazwą BlueCity pojazdy pojawiły się w ramach car-sharingu w Londynie w Wielkiej Brytanii, a w grudniu 2017 roku pod nazwą Blue SG - także w Singapurze.

### Niepowodzenia
- W czerwcu 2018 roku pierwszy i największy nabywca Bluecarów, francuska firma car-sharingowa Autolib', ogłosiła bankructwo i zakończenie swoich dotychczasowych usług[24]. Oprócz dużych nakładów na naprawy często niszczonych lub dewastowanych pojazdów, dalszą działalność uniemożliwiło niespełnienie finansowych planów[25]. Oczekiwano, że każdy z egzemplarzy przyniesie ok. 23 tysiące euro zysku, w praktyce nie dając więcej niż 4 tysiące euro[26]. Łącznie przez 7 lat działania firmy Autolib' flota Bluecarów przyniosła 220 milionów euro strat[26].
- W lutym 2020 usługa BlueCity dostępna od dotychczasowych 2 i pół roku na obszarze Londynu została wycofana z użytku wraz z całą flotą pojazdów[27].
- W marcu 2020 roku flota 230 Bluecarów oferowanych przez firmę BlueIndy w amerykańskim mieście Indianapolis została wycofana. Pomimo federalnych dotacji w kwocie 7 milionów dolarów w ramach programu, usługa nie zdobyła popularności i systematycznie zyskiwała coraz mniej nowych użytkowników[28]. Pojazdy po upadku programu zostały skierowane do przerobienia lub utylizacji.

## Bluecar w mediach
- W październiku 2013 roku dwa egzemplarze Bluecarów wykorzystywane do car-sharingu w Paryżu spłonęły podczas ładowania na parkingu miejskim - pierwszy zajął się ogniem, który po chwili rozprzestrzenił się na sąsiednio zaparkowany drugi egzemplarz pojazdu[29]. Śledztwo wokół sprawy wykazało, że przyczyną pożaru nie była usterka techniczna, lecz zaprószenie ognia przez wandali, którzy w ciągu pierwszych dwóch lat funkcjonowania usług firmy Autolib' łącznie zniszczyli 25 egzemplarzy Bluecarów[30].
- W marcu 2021 motoryzacyjne media obiegły umieszczone na Twitterze zdjęcia niszczejących wraków Bluecarów, które na wolnym powietrzu przetrzymywane były na dużym trawniku we francuskiej miejscowości Romorantin-Lanthenay. Sprawa okazała się być pokłosiem bankructwa firmy car-sharingowej Autolib'[25]. Po wycofaniu z użytku całej floty, firma była w stanie sprzedać ok. 800 egzemplarzy z floty liczącej łącznie 4 tysiące egzemplarzy, pozostając z kilkoma tysiącami bezużytecznych pojazdów. W ten sposób, większość z nich pozostała od 2018 roku nieużywana, niszczejąc w zgromadzonym miejscu po zdemontowaniu akumulatorów[26]. Pojazdy mają zostać ostatecznie zutylizowane.